# Huệ Quận vương
Huệ Quận vương (chữ Hán: 惠郡王), là tước vị Quận vương cha truyền con nối của nhà Thanh. Năm Khang Hy thứ 4 (1665), cháu nội của Hoàng Thái Cực, con trai thứ hai của Thạc Tắc là Bác Ông Quả Nặc Thái Cực được phong làm Quận vương, phong hiệu "Huệ", nhưng không được thế tập võng thế, mỗi lần tập phong đều bị giáng xuống một cấp, tổng cộng truyền qua 3 đời, có 5 người tập tước.

## Huệ Quận vương
- 1665 - 1684: Huệ Quận vương Bác Ông Quả Nặc, cháu nội của Hoàng Thái Cực, con trai thứ hai của Thạc Tắc, năm 1684 bị cách tước.
- Truy phong: Bối lặc Phúc Thương (福蒼), con trai thứ năm của Bác Ông Quả Nặc, năm 1750 được truy phong.
- 1723 - 1757: Bối lặc Cầu Lâm (球琳), con trai trưởng của Phúc Thương, hàng tước xuống Bối lặc, năm 1728 được thăng làm Quận vương, năm 1746 lại bị hàng làm Bối lặc, đến 1757 thì bị cách tước.
- 1758 - 1763: Phụng ân Phụ quốc công Đức Cẩn (德謹), con trai thứ hai của Cầu Lâm, bị hàng tước xuống Phụng ân Phụ quốc công, năm 1763 bị cách tước.
- 1764 - 1765: Tam đẳng Trấn quốc Tướng quân Đức Xuân (德春), con trai thứ ba của Cầu Lâm, bị hàng tước xuống Trấn quốc Tướng quân, năm 1765 xin cáo thối.
- 1768 - 1791: Tam đẳng Phụ quốc Tướng quân Đức Tam (德三), con trai thứ tư của Cầu Lâm, bị hàng tước xuống Phụ quốc Tướng quân.
- 1792 - 1806: Phụng quốc Tướng quân Tỷ Nghĩa (徙義), con trai thứ ba của Đức Tam, bị hàng tước xuống Phụng quốc Tướng quân, năm 1806 bị cách tước.
- 1806 - 1835: Phụng ân Tướng quân Vạn Tường (萬祥), huyền tôn của Bác Ông Quả Nặc, chắt của Y Thái (伊泰), cháu nội của Minh Hách (明赫), con trai thứ hai của Tố Lặc (素勒), con nuôi của Túc Chương A (肅章阿), bị hàng tước xuống Phụng ân Tướng quân.
- 1835 - 1874: Phụng ân Tướng quân Hanh Lân (亨麟), con trai thứ hai của Vạn Tường.
- 1874 - 1888: Phụng ân Tướng quân Trung Đoan (中端), cháu nội của Hanh Lân, con trai trưởng của Anh Tụy, vô tự.
- 1888 -?: Phụng ân Tướng quân Anh Mậu (英茂), con trai thứ ba của Hanh Lân, vô tự
- ?: Phụng ân Tướng quân Định Duyên (定埏), huyền tôn của Tố Lặc (素勒), chắt của Vạn Thành (萬成), cháu nội của Hanh Kiệt (亨傑), con trai thứ hai của Anh Cần (英芹), con trai nuôi của Anh Mậu (英茂).

### Minh Hách chi hệ
- 1737 - 1739: Phụng ân Trấn quốc công Minh Hách, cháu nội của Bác Ông Quả Nặc, con trai của Y Thái, năm 1739 bị cách tước.

## Phả hệ Huệ Quận vương
|                                       |                                       |                                       |                                       |                                       |                                       |  |  |                                                                      |                                                                      |                                                                      |                                                                      |                                                                      |                                                                      |  |  | Thừa Trạch Dụ Thân vương Thạc Tắc (1629 – 1644 – 1655)     |                                                           |                                                           |                                                           |                                                           |                                                           |  |  |                                                            |                                                            |                                                            |                                                            |                                                            |                                                            |  |  |                                                                    |                                                                    |                                                                    |                                                                    |                                                                    |                                                                    |  |  |  |  |  |  |  |  |  |  |  |  |
|                                       |                                       |                                       |                                       |                                       |                                       |  |  |                                                                      |                                                                      |                                                                      |                                                                      |                                                                      |                                                                      |  |  |                                                            |                                                           |                                                           |                                                           |                                                           |                                                           |  |  |                                                            |                                                            |                                                            |                                                            |                                                            |                                                            |  |  |                                                                    |                                                                    |                                                                    |                                                                    |                                                                    |                                                                    |  |  |  |  |  |  |  |  |  |  |  |  |
|                                       |                                       |                                       |                                       |                                       |                                       |  |  |                                                                      |                                                                      |                                                                      |                                                                      |                                                                      |                                                                      |  |  | Huệ Quận vương Bác Ông Quả Nặc (1651 – 1665 – 1684 – 1712) |                                                           |                                                           |                                                           |                                                           |                                                           |  |  |                                                            |                                                            |                                                            |                                                            |                                                            |                                                            |  |  |                                                                    |                                                                    |                                                                    |                                                                    |                                                                    |                                                                    |  |  |  |  |  |  |  |  |  |  |  |  |
|                                       |                                       |                                       |                                       |                                       |                                       |  |  |                                                                      |                                                                      |                                                                      |                                                                      |                                                                      |                                                                      |  |  |                                                            |                                                           |                                                           |                                                           |                                                           |                                                           |  |  |                                                            |                                                            |                                                            |                                                            |                                                            |                                                            |  |  |                                                                    |                                                                    |                                                                    |                                                                    |                                                                    |                                                                    |  |  |  |  |  |  |  |  |  |  |  |  |
|                                       |                                       |                                       |                                       |                                       |                                       |  |  |                                                                      |                                                                      |                                                                      |                                                                      |                                                                      |                                                                      |  |  |                                                            |                                                           |                                                           |                                                           |                                                           |                                                           |  |  |                                                            |                                                            |                                                            |                                                            |                                                            |                                                            |  |  |                                                                    |                                                                    |                                                                    |                                                                    |                                                                    |                                                                    |  |  |  |  |  |  |  |  |  |  |  |  |
|                                       |                                       |                                       |                                       |                                       |                                       |  |  | Tam đẳng Thị vệ Y Thái (伊泰) (1649 - 1698 - 1699 - 1708)            | Tam đẳng Thị vệ Y Thái (伊泰) (1649 - 1698 - 1699 - 1708)            | Tam đẳng Thị vệ Y Thái (伊泰) (1649 - 1698 - 1699 - 1708)            | Tam đẳng Thị vệ Y Thái (伊泰) (1649 - 1698 - 1699 - 1708)            | Tam đẳng Thị vệ Y Thái (伊泰) (1649 - 1698 - 1699 - 1708)            | Tam đẳng Thị vệ Y Thái (伊泰) (1649 - 1698 - 1699 - 1708)            |  |  |                                                            |                                                           |                                                           |                                                           |                                                           |                                                           |  |  | Truy phong Bối lặc Phúc Thương (1684 – 1740)               | Truy phong Bối lặc Phúc Thương (1684 – 1740)               | Truy phong Bối lặc Phúc Thương (1684 – 1740)               | Truy phong Bối lặc Phúc Thương (1684 – 1740)               | Truy phong Bối lặc Phúc Thương (1684 – 1740)               | Truy phong Bối lặc Phúc Thương (1684 – 1740)               |  |  |                                                                    |                                                                    |                                                                    |                                                                    |                                                                    |                                                                    |  |  |  |  |  |  |  |  |  |  |  |  |
|                                       |                                       |                                       |                                       |                                       |                                       |  |  | Tam đẳng Thị vệ Y Thái (伊泰) (1649 - 1698 - 1699 - 1708)            | Tam đẳng Thị vệ Y Thái (伊泰) (1649 - 1698 - 1699 - 1708)            | Tam đẳng Thị vệ Y Thái (伊泰) (1649 - 1698 - 1699 - 1708)            | Tam đẳng Thị vệ Y Thái (伊泰) (1649 - 1698 - 1699 - 1708)            | Tam đẳng Thị vệ Y Thái (伊泰) (1649 - 1698 - 1699 - 1708)            | Tam đẳng Thị vệ Y Thái (伊泰) (1649 - 1698 - 1699 - 1708)            |  |  |                                                            |                                                           |                                                           |                                                           |                                                           |                                                           |  |  | Truy phong Bối lặc Phúc Thương (1684 – 1740)               | Truy phong Bối lặc Phúc Thương (1684 – 1740)               | Truy phong Bối lặc Phúc Thương (1684 – 1740)               | Truy phong Bối lặc Phúc Thương (1684 – 1740)               | Truy phong Bối lặc Phúc Thương (1684 – 1740)               | Truy phong Bối lặc Phúc Thương (1684 – 1740)               |  |  |                                                                    |                                                                    |                                                                    |                                                                    |                                                                    |                                                                    |  |  |  |  |  |  |  |  |  |  |  |  |
|                                       |                                       |                                       |                                       |                                       |                                       |  |  | Phụng ân Trấn quốc công Minh Hách (明赫) (1704 – 1737 – 1739 – 1758) | Phụng ân Trấn quốc công Minh Hách (明赫) (1704 – 1737 – 1739 – 1758) | Phụng ân Trấn quốc công Minh Hách (明赫) (1704 – 1737 – 1739 – 1758) | Phụng ân Trấn quốc công Minh Hách (明赫) (1704 – 1737 – 1739 – 1758) | Phụng ân Trấn quốc công Minh Hách (明赫) (1704 – 1737 – 1739 – 1758) | Phụng ân Trấn quốc công Minh Hách (明赫) (1704 – 1737 – 1739 – 1758) |  |  |                                                            |                                                           |                                                           |                                                           |                                                           |                                                           |  |  | Bối lặc Cầu Lâm (1719 – 1723 – 1757 – 1790)                | Bối lặc Cầu Lâm (1719 – 1723 – 1757 – 1790)                | Bối lặc Cầu Lâm (1719 – 1723 – 1757 – 1790)                | Bối lặc Cầu Lâm (1719 – 1723 – 1757 – 1790)                | Bối lặc Cầu Lâm (1719 – 1723 – 1757 – 1790)                | Bối lặc Cầu Lâm (1719 – 1723 – 1757 – 1790)                |  |  |                                                                    |                                                                    |                                                                    |                                                                    |                                                                    |                                                                    |  |  |  |  |  |  |  |  |  |  |  |  |
|                                       |                                       |                                       |                                       |                                       |                                       |  |  | Phụng ân Trấn quốc công Minh Hách (明赫) (1704 – 1737 – 1739 – 1758) | Phụng ân Trấn quốc công Minh Hách (明赫) (1704 – 1737 – 1739 – 1758) | Phụng ân Trấn quốc công Minh Hách (明赫) (1704 – 1737 – 1739 – 1758) | Phụng ân Trấn quốc công Minh Hách (明赫) (1704 – 1737 – 1739 – 1758) | Phụng ân Trấn quốc công Minh Hách (明赫) (1704 – 1737 – 1739 – 1758) | Phụng ân Trấn quốc công Minh Hách (明赫) (1704 – 1737 – 1739 – 1758) |  |  |                                                            |                                                           |                                                           |                                                           |                                                           |                                                           |  |  | Bối lặc Cầu Lâm (1719 – 1723 – 1757 – 1790)                | Bối lặc Cầu Lâm (1719 – 1723 – 1757 – 1790)                | Bối lặc Cầu Lâm (1719 – 1723 – 1757 – 1790)                | Bối lặc Cầu Lâm (1719 – 1723 – 1757 – 1790)                | Bối lặc Cầu Lâm (1719 – 1723 – 1757 – 1790)                | Bối lặc Cầu Lâm (1719 – 1723 – 1757 – 1790)                |  |  |                                                                    |                                                                    |                                                                    |                                                                    |                                                                    |                                                                    |  |  |  |  |  |  |  |  |  |  |  |  |
|                                       |                                       |                                       |                                       |                                       |                                       |  |  |                                                                      |                                                                      |                                                                      |                                                                      |                                                                      |                                                                      |  |  |                                                            |                                                           |                                                           |                                                           |                                                           |                                                           |  |  |                                                            |                                                            |                                                            |                                                            |                                                            |                                                            |  |  |                                                                    |                                                                    |                                                                    |                                                                    |                                                                    |                                                                    |  |  |  |  |  |  |  |  |  |  |  |  |
|                                       |                                       |                                       |                                       |                                       |                                       |  |  | Nhị đẳng Thị vệ Tố Lặc (素勒) (1743 - 1762 - 1771 - 1774)            | Nhị đẳng Thị vệ Tố Lặc (素勒) (1743 - 1762 - 1771 - 1774)            | Nhị đẳng Thị vệ Tố Lặc (素勒) (1743 - 1762 - 1771 - 1774)            | Nhị đẳng Thị vệ Tố Lặc (素勒) (1743 - 1762 - 1771 - 1774)            | Nhị đẳng Thị vệ Tố Lặc (素勒) (1743 - 1762 - 1771 - 1774)            | Nhị đẳng Thị vệ Tố Lặc (素勒) (1743 - 1762 - 1771 - 1774)            |  |  | Tam đẳng Phụ quốc Tướng quân Đức Tam (1752 - 1768 - 1791)  | Tam đẳng Phụ quốc Tướng quân Đức Tam (1752 - 1768 - 1791) | Tam đẳng Phụ quốc Tướng quân Đức Tam (1752 - 1768 - 1791) | Tam đẳng Phụ quốc Tướng quân Đức Tam (1752 - 1768 - 1791) | Tam đẳng Phụ quốc Tướng quân Đức Tam (1752 - 1768 - 1791) | Tam đẳng Phụ quốc Tướng quân Đức Tam (1752 - 1768 - 1791) |  |  | Phụng ân Phụ quốc công Đức Cẩn (1738 - 1758 - 1763 - 1764) | Phụng ân Phụ quốc công Đức Cẩn (1738 - 1758 - 1763 - 1764) | Phụng ân Phụ quốc công Đức Cẩn (1738 - 1758 - 1763 - 1764) | Phụng ân Phụ quốc công Đức Cẩn (1738 - 1758 - 1763 - 1764) | Phụng ân Phụ quốc công Đức Cẩn (1738 - 1758 - 1763 - 1764) | Phụng ân Phụ quốc công Đức Cẩn (1738 - 1758 - 1763 - 1764) |  |  | Tam đẳng Trấn quốc Tướng quân Đức Xuân (1751 - 1764 - 1765 - 1810) | Tam đẳng Trấn quốc Tướng quân Đức Xuân (1751 - 1764 - 1765 - 1810) | Tam đẳng Trấn quốc Tướng quân Đức Xuân (1751 - 1764 - 1765 - 1810) | Tam đẳng Trấn quốc Tướng quân Đức Xuân (1751 - 1764 - 1765 - 1810) | Tam đẳng Trấn quốc Tướng quân Đức Xuân (1751 - 1764 - 1765 - 1810) | Tam đẳng Trấn quốc Tướng quân Đức Xuân (1751 - 1764 - 1765 - 1810) |  |  |  |  |  |  |  |  |  |  |  |  |
|                                       |                                       |                                       |                                       |                                       |                                       |  |  | Nhị đẳng Thị vệ Tố Lặc (素勒) (1743 - 1762 - 1771 - 1774)            | Nhị đẳng Thị vệ Tố Lặc (素勒) (1743 - 1762 - 1771 - 1774)            | Nhị đẳng Thị vệ Tố Lặc (素勒) (1743 - 1762 - 1771 - 1774)            | Nhị đẳng Thị vệ Tố Lặc (素勒) (1743 - 1762 - 1771 - 1774)            | Nhị đẳng Thị vệ Tố Lặc (素勒) (1743 - 1762 - 1771 - 1774)            | Nhị đẳng Thị vệ Tố Lặc (素勒) (1743 - 1762 - 1771 - 1774)            |  |  | Tam đẳng Phụ quốc Tướng quân Đức Tam (1752 - 1768 - 1791)  | Tam đẳng Phụ quốc Tướng quân Đức Tam (1752 - 1768 - 1791) | Tam đẳng Phụ quốc Tướng quân Đức Tam (1752 - 1768 - 1791) | Tam đẳng Phụ quốc Tướng quân Đức Tam (1752 - 1768 - 1791) | Tam đẳng Phụ quốc Tướng quân Đức Tam (1752 - 1768 - 1791) | Tam đẳng Phụ quốc Tướng quân Đức Tam (1752 - 1768 - 1791) |  |  | Phụng ân Phụ quốc công Đức Cẩn (1738 - 1758 - 1763 - 1764) | Phụng ân Phụ quốc công Đức Cẩn (1738 - 1758 - 1763 - 1764) | Phụng ân Phụ quốc công Đức Cẩn (1738 - 1758 - 1763 - 1764) | Phụng ân Phụ quốc công Đức Cẩn (1738 - 1758 - 1763 - 1764) | Phụng ân Phụ quốc công Đức Cẩn (1738 - 1758 - 1763 - 1764) | Phụng ân Phụ quốc công Đức Cẩn (1738 - 1758 - 1763 - 1764) |  |  | Tam đẳng Trấn quốc Tướng quân Đức Xuân (1751 - 1764 - 1765 - 1810) | Tam đẳng Trấn quốc Tướng quân Đức Xuân (1751 - 1764 - 1765 - 1810) | Tam đẳng Trấn quốc Tướng quân Đức Xuân (1751 - 1764 - 1765 - 1810) | Tam đẳng Trấn quốc Tướng quân Đức Xuân (1751 - 1764 - 1765 - 1810) | Tam đẳng Trấn quốc Tướng quân Đức Xuân (1751 - 1764 - 1765 - 1810) | Tam đẳng Trấn quốc Tướng quân Đức Xuân (1751 - 1764 - 1765 - 1810) |  |  |  |  |  |  |  |  |  |  |  |  |
|                                       |                                       |                                       |                                       |                                       |                                       |  |  |                                                                      |                                                                      |                                                                      |                                                                      |                                                                      |                                                                      |  |  |                                                            |                                                           |                                                           |                                                           |                                                           |                                                           |  |  |                                                            |                                                            |                                                            |                                                            |                                                            |                                                            |  |  |                                                                    |                                                                    |                                                                    |                                                                    |                                                                    |                                                                    |  |  |  |  |  |  |  |  |  |  |  |  |
| Vạn Thành (萬成) (1765 – 1826)        | Vạn Thành (萬成) (1765 – 1826)        | Vạn Thành (萬成) (1765 – 1826)        | Vạn Thành (萬成) (1765 – 1826)        | Vạn Thành (萬成) (1765 – 1826)        | Vạn Thành (萬成) (1765 – 1826)        |  |  | Phụng ân Tướng quân Vạn Tường (1766 - 1806 - 1835)                   | Phụng ân Tướng quân Vạn Tường (1766 - 1806 - 1835)                   | Phụng ân Tướng quân Vạn Tường (1766 - 1806 - 1835)                   | Phụng ân Tướng quân Vạn Tường (1766 - 1806 - 1835)                   | Phụng ân Tướng quân Vạn Tường (1766 - 1806 - 1835)                   | Phụng ân Tướng quân Vạn Tường (1766 - 1806 - 1835)                   |  |  | Phụng ân Tướng quân Tỷ Nghĩa (1771 - 1792 - 1806 - 1838)   | Phụng ân Tướng quân Tỷ Nghĩa (1771 - 1792 - 1806 - 1838)  | Phụng ân Tướng quân Tỷ Nghĩa (1771 - 1792 - 1806 - 1838)  | Phụng ân Tướng quân Tỷ Nghĩa (1771 - 1792 - 1806 - 1838)  | Phụng ân Tướng quân Tỷ Nghĩa (1771 - 1792 - 1806 - 1838)  | Phụng ân Tướng quân Tỷ Nghĩa (1771 - 1792 - 1806 - 1838)  |  |  |                                                            |                                                            |                                                            |                                                            |                                                            |                                                            |  |  |                                                                    |                                                                    |                                                                    |                                                                    |                                                                    |                                                                    |  |  |  |  |  |  |  |  |  |  |  |  |
| Vạn Thành (萬成) (1765 – 1826)        | Vạn Thành (萬成) (1765 – 1826)        | Vạn Thành (萬成) (1765 – 1826)        | Vạn Thành (萬成) (1765 – 1826)        | Vạn Thành (萬成) (1765 – 1826)        | Vạn Thành (萬成) (1765 – 1826)        |  |  | Phụng ân Tướng quân Vạn Tường (1766 - 1806 - 1835)                   | Phụng ân Tướng quân Vạn Tường (1766 - 1806 - 1835)                   | Phụng ân Tướng quân Vạn Tường (1766 - 1806 - 1835)                   | Phụng ân Tướng quân Vạn Tường (1766 - 1806 - 1835)                   | Phụng ân Tướng quân Vạn Tường (1766 - 1806 - 1835)                   | Phụng ân Tướng quân Vạn Tường (1766 - 1806 - 1835)                   |  |  | Phụng ân Tướng quân Tỷ Nghĩa (1771 - 1792 - 1806 - 1838)   | Phụng ân Tướng quân Tỷ Nghĩa (1771 - 1792 - 1806 - 1838)  | Phụng ân Tướng quân Tỷ Nghĩa (1771 - 1792 - 1806 - 1838)  | Phụng ân Tướng quân Tỷ Nghĩa (1771 - 1792 - 1806 - 1838)  | Phụng ân Tướng quân Tỷ Nghĩa (1771 - 1792 - 1806 - 1838)  | Phụng ân Tướng quân Tỷ Nghĩa (1771 - 1792 - 1806 - 1838)  |  |  |                                                            |                                                            |                                                            |                                                            |                                                            |                                                            |  |  |                                                                    |                                                                    |                                                                    |                                                                    |                                                                    |                                                                    |  |  |  |  |  |  |  |  |  |  |  |  |
| Hanh Kiệt (亨傑) (1824 – 1875)        | Hanh Kiệt (亨傑) (1824 – 1875)        | Hanh Kiệt (亨傑) (1824 – 1875)        | Hanh Kiệt (亨傑) (1824 – 1875)        | Hanh Kiệt (亨傑) (1824 – 1875)        | Hanh Kiệt (亨傑) (1824 – 1875)        |  |  | Phụng ân Tướng quân Hanh Lân (亨麟) (1804 - 1835 - 1874)             | Phụng ân Tướng quân Hanh Lân (亨麟) (1804 - 1835 - 1874)             | Phụng ân Tướng quân Hanh Lân (亨麟) (1804 - 1835 - 1874)             | Phụng ân Tướng quân Hanh Lân (亨麟) (1804 - 1835 - 1874)             | Phụng ân Tướng quân Hanh Lân (亨麟) (1804 - 1835 - 1874)             | Phụng ân Tướng quân Hanh Lân (亨麟) (1804 - 1835 - 1874)             |  |  |                                                            |                                                           |                                                           |                                                           |                                                           |                                                           |  |  |                                                            |                                                            |                                                            |                                                            |                                                            |                                                            |  |  |                                                                    |                                                                    |                                                                    |                                                                    |                                                                    |                                                                    |  |  |  |  |  |  |  |  |  |  |  |  |
| Hanh Kiệt (亨傑) (1824 – 1875)        | Hanh Kiệt (亨傑) (1824 – 1875)        | Hanh Kiệt (亨傑) (1824 – 1875)        | Hanh Kiệt (亨傑) (1824 – 1875)        | Hanh Kiệt (亨傑) (1824 – 1875)        | Hanh Kiệt (亨傑) (1824 – 1875)        |  |  | Phụng ân Tướng quân Hanh Lân (亨麟) (1804 - 1835 - 1874)             | Phụng ân Tướng quân Hanh Lân (亨麟) (1804 - 1835 - 1874)             | Phụng ân Tướng quân Hanh Lân (亨麟) (1804 - 1835 - 1874)             | Phụng ân Tướng quân Hanh Lân (亨麟) (1804 - 1835 - 1874)             | Phụng ân Tướng quân Hanh Lân (亨麟) (1804 - 1835 - 1874)             | Phụng ân Tướng quân Hanh Lân (亨麟) (1804 - 1835 - 1874)             |  |  |                                                            |                                                           |                                                           |                                                           |                                                           |                                                           |  |  |                                                            |                                                            |                                                            |                                                            |                                                            |                                                            |  |  |                                                                    |                                                                    |                                                                    |                                                                    |                                                                    |                                                                    |  |  |  |  |  |  |  |  |  |  |  |  |
|                                       |                                       |                                       |                                       |                                       |                                       |  |  |                                                                      |                                                                      |                                                                      |                                                                      |                                                                      |                                                                      |  |  |                                                            |                                                           |                                                           |                                                           |                                                           |                                                           |  |  |                                                            |                                                            |                                                            |                                                            |                                                            |                                                            |  |  |                                                                    |                                                                    |                                                                    |                                                                    |                                                                    |                                                                    |  |  |  |  |  |  |  |  |  |  |  |  |
| Anh Cần (英芹) (1844 – ?)             | Anh Cần (英芹) (1844 – ?)             | Anh Cần (英芹) (1844 – ?)             | Anh Cần (英芹) (1844 – ?)             | Anh Cần (英芹) (1844 – ?)             | Anh Cần (英芹) (1844 – ?)             |  |  | Phụng ân Tướng quân Anh Mậu (英茂) (1858 – 1888 – ?)                 | Phụng ân Tướng quân Anh Mậu (英茂) (1858 – 1888 – ?)                 | Phụng ân Tướng quân Anh Mậu (英茂) (1858 – 1888 – ?)                 | Phụng ân Tướng quân Anh Mậu (英茂) (1858 – 1888 – ?)                 | Phụng ân Tướng quân Anh Mậu (英茂) (1858 – 1888 – ?)                 | Phụng ân Tướng quân Anh Mậu (英茂) (1858 – 1888 – ?)                 |  |  | Anh Tụy (英萃) (1822 – 1873)                               | Anh Tụy (英萃) (1822 – 1873)                              | Anh Tụy (英萃) (1822 – 1873)                              | Anh Tụy (英萃) (1822 – 1873)                              | Anh Tụy (英萃) (1822 – 1873)                              | Anh Tụy (英萃) (1822 – 1873)                              |  |  |                                                            |                                                            |                                                            |                                                            |                                                            |                                                            |  |  |                                                                    |                                                                    |                                                                    |                                                                    |                                                                    |                                                                    |  |  |  |  |  |  |  |  |  |  |  |  |
| Anh Cần (英芹) (1844 – ?)             | Anh Cần (英芹) (1844 – ?)             | Anh Cần (英芹) (1844 – ?)             | Anh Cần (英芹) (1844 – ?)             | Anh Cần (英芹) (1844 – ?)             | Anh Cần (英芹) (1844 – ?)             |  |  | Phụng ân Tướng quân Anh Mậu (英茂) (1858 – 1888 – ?)                 | Phụng ân Tướng quân Anh Mậu (英茂) (1858 – 1888 – ?)                 | Phụng ân Tướng quân Anh Mậu (英茂) (1858 – 1888 – ?)                 | Phụng ân Tướng quân Anh Mậu (英茂) (1858 – 1888 – ?)                 | Phụng ân Tướng quân Anh Mậu (英茂) (1858 – 1888 – ?)                 | Phụng ân Tướng quân Anh Mậu (英茂) (1858 – 1888 – ?)                 |  |  | Anh Tụy (英萃) (1822 – 1873)                               | Anh Tụy (英萃) (1822 – 1873)                              | Anh Tụy (英萃) (1822 – 1873)                              | Anh Tụy (英萃) (1822 – 1873)                              | Anh Tụy (英萃) (1822 – 1873)                              | Anh Tụy (英萃) (1822 – 1873)                              |  |  |                                                            |                                                            |                                                            |                                                            |                                                            |                                                            |  |  |                                                                    |                                                                    |                                                                    |                                                                    |                                                                    |                                                                    |  |  |  |  |  |  |  |  |  |  |  |  |
| Phụng ân Tướng quân Định Duyên (定埏) | Phụng ân Tướng quân Định Duyên (定埏) | Phụng ân Tướng quân Định Duyên (定埏) | Phụng ân Tướng quân Định Duyên (定埏) | Phụng ân Tướng quân Định Duyên (定埏) | Phụng ân Tướng quân Định Duyên (定埏) |  |  |                                                                      |                                                                      |                                                                      |                                                                      |                                                                      |                                                                      |  |  | Phụng ân Tướng quân Trung Đoan (中端) (1874 – 1888)        | Phụng ân Tướng quân Trung Đoan (中端) (1874 – 1888)       | Phụng ân Tướng quân Trung Đoan (中端) (1874 – 1888)       | Phụng ân Tướng quân Trung Đoan (中端) (1874 – 1888)       | Phụng ân Tướng quân Trung Đoan (中端) (1874 – 1888)       | Phụng ân Tướng quân Trung Đoan (中端) (1874 – 1888)       |  |  |                                                            |                                                            |                                                            |                                                            |                                                            |                                                            |  |  |                                                                    |                                                                    |                                                                    |                                                                    |                                                                    |                                                                    |  |  |  |  |  |  |  |  |  |  |  |  |